# Christoph Lauenstein
Pour les articles homonymes, voir Lauenstein.
Christoph Lauenstein, né à Hildesheim (Allemagne de l'Ouest) le 20 mars 1962, est un cinéaste et animateur allemand.
Conjointement avec son frère jumeau Wolfgang Lauenstein, il a reçu en 1989 l'Oscar du meilleur court métrage d'animation pour leur film Balance.

## Filmographie
- 1989 : Balance, coréalisé avec son frère Christoph Lauenstein (court métrage d'animation)
- 1989 : Alphaville : Middle of the Riddle, coréalisé avec son frère Christoph Lauenstein (clip vidéo)
- 2018 : Léo et les extraterrestres (Luis and the Aliens), coréalisé avec Christoph Lauenstein et Sean McCormack (long métrage)
- 2018 : La Grande cavale (Marnies Welt), coréalisé avec Christoph Lauenstein (long métrage)
- 2019 : Waiting for Harold, coréalisé avec Christoph Lauenstein (court métrage)
- 2021 : People in Motion, coréalisé avec Christoph Lauenstein (court métrage)

## Distinctions
- 1989 : Oscar du meilleur court métrage d'animation pour Balance, conjointement avec Wolfgang Lauenstein